# 에이트 헌드레드 워드스
《에이트 헌드레드 워드스》(영어: 800 Words)는 2015년부터 현재까지 방영된 오스트레일리아의 텔레비전 드라마이다.